# Aeroporto (metropolitana di Lisbona)
Aeroporto è una stazione della linea Rossa della metropolitana di Lisbona.

## Storia
È entrata in funzione come capolinea della linea Rossa, inaugurata il 17 luglio 2012. È collegata ai terminal dell'aeroporto di Lisbona-Portela tramite un tunnel sotterraneo.

## Interscambi
Nelle vicinanze della stazione effettuano fermata alcune linee automobilistiche urbane e interurbane, gestite da Carris e Rodoviária de Lisboa.
- Fermata autobus

## Servizi
La stazione dispone di:
- Ascensori
- Scale mobili
- Emettitrice automatica biglietti